# Trident Racing
Az Trident Racing egy olasz csapat, mely jelenleg az FIA Formula–2 bajnokságban, az FIA Formula–3 bajnokságban és a Formula Regionális Európa-bajnokságban van jelen.

## Története
Maurizio Salvadori 2006-ban alapította a csapatot, azzal a céllal, hogy részt vegyenek az újonnan alakult GP2-es szériában.

### GP2

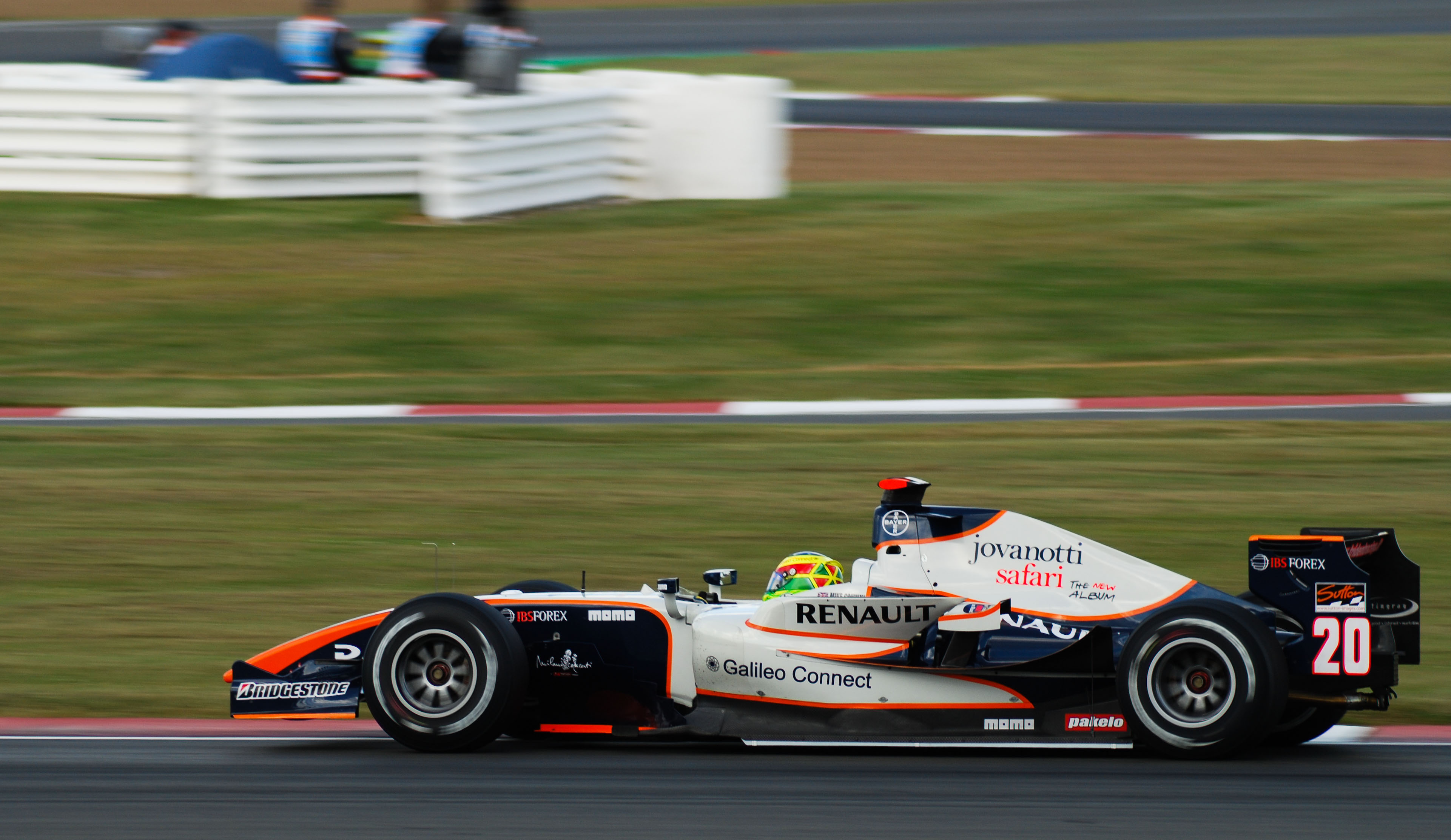
Mike Conway Trident versenyzőként a 2008-as GP2 Silverstone-i futamán.

2006-ban csatlakoztak a szériához, az első szezonjukban a korábbi F1-es pilóta Gianmaria Bruni és az újonc Andreas Zuber volt a két pilótájuk. Bruni két győzelmet, három pole-pozíciót és két leggyorsabb kört szerzett a szezonban, míg Zuber egy győzelmet szerzett. A szezont 6. helyen zárta a csapat.
A 2007-es szezonra a Formula–3 Euroseriesben versenyző japán Kohei Hiratét, valamint a Formula Regionális Európa-bajnokságból a venezuelai Pastor Maldonadót választották versenyzőknek. Utóbbit sérülés miatt a szezon közben Ricardo Risatti és Sergio Hernández helyettesítette. Maldonado így is szerzett 1-1 győzelmet és polet, úgy, hogy a szezon utolsó nyolc futamán nem tudott rajthoz állni. A csapat végül csak 11. helyen zárta a szezont.
2008-as szezonban a két pilóta a brit Mike Conway és a kínai Ho-Pin Tung voltak. A csapat legjobb eredménye egy kettős győzelem volt Monacóban. A szezon végén már a 9. helyen végeztek.
2009-es szezonban Ricardo Teixeira és Davide Rigon volt a két versenyző, valamint Rodolfo González is vezetett beugró versenyzőként egy hétvégén. A szezont három ponttal a 12. helyen zárták.
A 2010-es szezonban egy hellyel előrébb léptek év végén a tabellán, a versenyzők Adrian Zaugg és Johnny Cecotto, Jr. voltak, de később Edoardo Piscopo és Federico Leo-ra cserélték le őket.

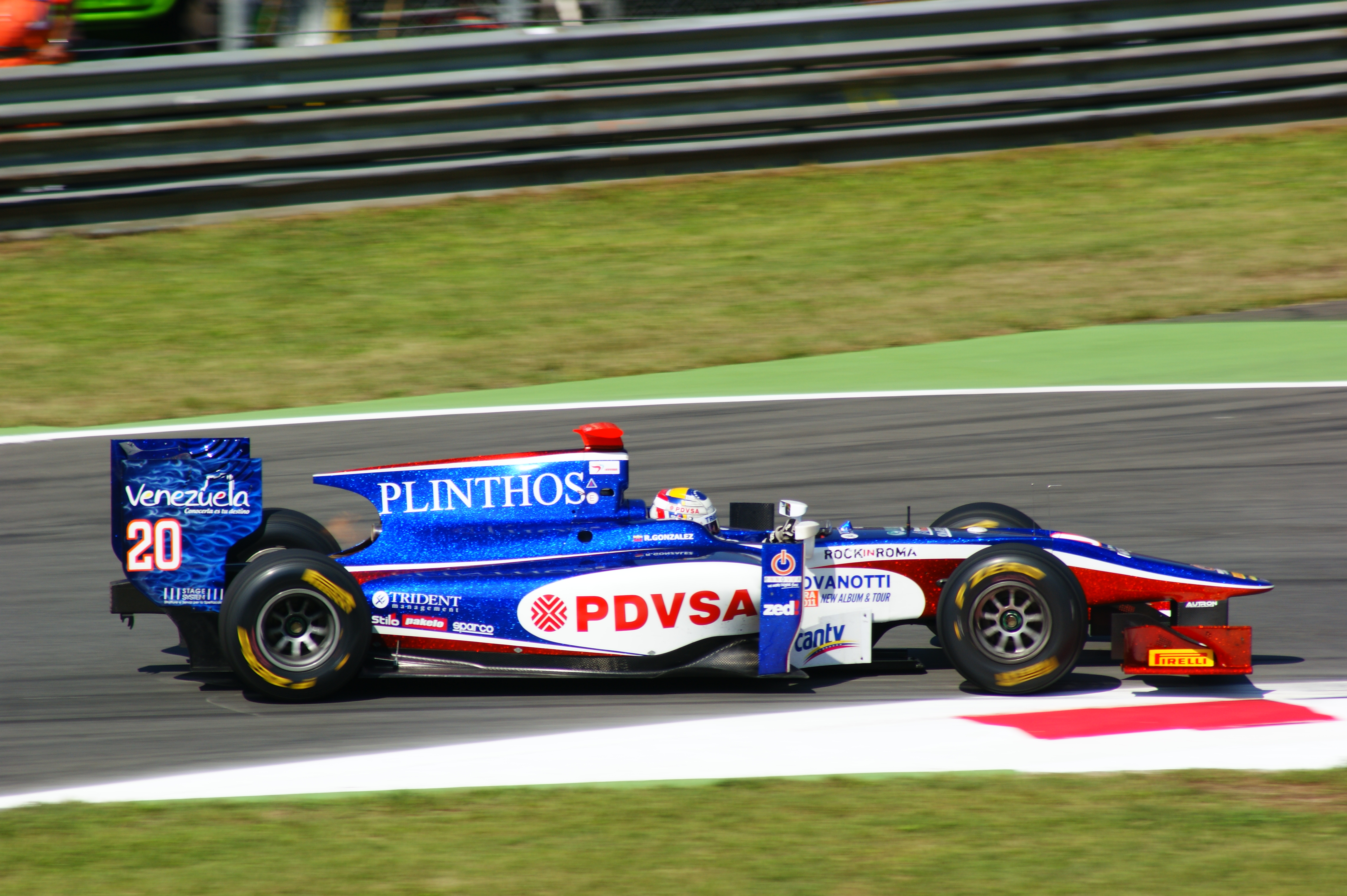
Rodolfo González Trident pilótaként a 2011-es Monzai futamon.

A 2011-es szezonban versenyzőjük Stefano Coletti két győzelmet is szerzett, de az utolsó előtti versenyen hát sérülést szenvedve ki  kellett hagynia a szezonzáró hétvégét. A monacói Stéphane Richelmi helyettesítette. A másik autóban a csapat korábbi versenyzője Rodolfo González nem tudott pontot szerezni a szezonban. A csapat 8. helyen zárt.
A 2012-es szezonra Richelmit megtartotta a csapat, csapattársa a kolumbiai Julián Leal volt. Összesen 31 pontot szereztek az új pontrendszerben, viszont csak 10. helyen végeztek csapatként.
A 2013-as szezonban öt pilóta is megfordult a csapatnál, 49 ponttal a 11. helyen zártak csapatként.
A 2014-es szezonban visszatért Cecotto Jr., csapattársa a spanyol Sergio Canamasas volt, előbbi 140 pontot szerezve az előkelő 5. helyen zárt. Csapatként a 6. helyet sikerült elérniük.
A 2015-ös szezonra a Ferrari akadémista Raffaele Marciello, valamint az osztrák René Bindert választották versenyzőknek. A csapat 7. helyen zárta a szezont.
A 2016-os szezonra az indonéz Philo Paz Armand és az olasz Luca Ghiotto lett a két pilóta. Ghiotto a maláj sprintfutamot megnyerte, ennek is köszönhetően 8. helyen zárt a csapat.

### Formula–2
A 2018-as szezonban az F1-es Haas tesztpilótái Arjun Maini és Santino Ferrucci kezdték a szezont, de Ferruccit év közben két hétvégére eltiltották, miután csapattársával Silverstone-ban ütközött, majd később szponzori problémákra hivatkozva szerződést bontottak vele. Helyére Alessio Lorandi érkezett szezon közben.
2019-ben felkerült a csapat GP3-as csapatából Giuliano Alesi. 2019 márciusában Ralph Boschungot jelentették be csapattársaként, őt később Ryan Tveter és Dorian Boccolacci is helyettesítette. A budapesti futamon tért vissza Boschung, mielőtt szponzori problémákra hivatkozva nem tudott tovább versenyezni, így a monzai futamon csak egy autóval, amit Alesi vezetett indult a csapat. Boschung az orosz futamra ismét visszatért, de az abu-dzabiban rendezett futamon már a dán Christian Lundgaard vezette az autót.
A 2020-as szezonra a Williams tesztpilótáját Roy Nissany-t és a 2019-es Euroformula Open bajnok Szató Marinot igazolták le. 19. és 22. helyen zárták a pilóták a bajnokságot, míg a Trident utolsó lett a csapatbajnokságban.
A 2021-es szezonra maradt Szató, csapattársa az F3-ból felkerülő Bent Viscaal lett, aki 2. helyen ért célba a monzai sprintfutamon, így megszerezte a Trident legjobb F2-es helyezését.
A 2022-es szezont Calan Williams és Richard Verschoor pilótapárossal kezdték meg. A szezon első futamát Verschoor megnyerte, ami csapatának a Formula–2-ben az első győzelme volt.

## Jelenlegi sorozatok

### Formula–2
| Év   | Kasztni        | Motor                 | Gumi | Pilóták             | Versenyek | Győzelmek | Pole-pozíciók | Leggyorsabb körök | Dobogók | Helyezés (Versenyzők) | Pont | Helyezés (Csapat) | Pont |
| ---- | -------------- | --------------------- | ---- | ------------------- | --------- | --------- | ------------- | ----------------- | ------- | --------------------- | ---- | ----------------- | ---- |
| 2017 | DallaraGP2/11  | Mecachrome V8108 V8   | P    | Nabil Jeffri        | 22        | 0         | 0             | 0                 | 0       | 23.                   | 2    | 10.               | 9    |
| 2017 | DallaraGP2/11  | Mecachrome V8108 V8   | P    | Sergio Canamasas    | 8         | 0         | 0             | 0                 | 0       | 14.                   | 21   | 10.               | 9    |
| 2017 | DallaraGP2/11  | Mecachrome V8108 V8   | P    | Raffaele Marciello  | 2         | 0         | 0             | 0                 | 0       | 29.                   | 0    | 10.               | 9    |
| 2017 | DallaraGP2/11  | Mecachrome V8108 V8   | P    | Callum Ilott        | 2         | 0         | 0             | 0                 | 0       | 26.                   | 0    | 10.               | 9    |
| 2017 | DallaraGP2/11  | Mecachrome V8108 V8   | P    | Santino Ferrucci    | 10        | 0         | 0             | 0                 | 0       | 22.                   | 4    | 10.               | 9    |
| 2018 | DallaraF2 2018 | Mecachrome V634T V6 t | P    | Arjun Maini         | 23        | 0         | 0             | 0                 | 0       | 16.                   | 24   | 10.               | 37   |
| 2018 | DallaraF2 2018 | Mecachrome V634T V6 t | P    | Santino Ferrucci    | 13        | 0         | 0             | 0                 | 0       | 19.                   | 7    | 10.               | 37   |
| 2018 | DallaraF2 2018 | Mecachrome V634T V6 t | P    | Alessio Lorandi     | 10        | 0         | 0             | 0                 | 0       | 20.                   | 6    | 10.               | 37   |
| 2019 | DallaraF2 2018 | Mecachrome V634T V6 t | P    | Giuliano Alesi      | 22        | 0         | 0             | 0                 | 0       | 15.                   | 20   | 10.               | 23   |
| 2019 | DallaraF2 2018 | Mecachrome V634T V6 t | P    | Ralph Boschung      | 14        | 0         | 0             | 0                 | 0       | 19.                   | 3    | 10.               | 23   |
| 2019 | DallaraF2 2018 | Mecachrome V634T V6 t | P    | Ryan Tveter         | 2         | 0         | 0             | 0                 | 0       | 27.                   | 0    | 10.               | 23   |
| 2019 | DallaraF2 2018 | Mecachrome V634T V6 t | P    | Dorian Boccolacci   | 2         | 0         | 0             | 0                 | 0       | 14.                   | 30   | 10.               | 23   |
| 2019 | DallaraF2 2018 | Mecachrome V634T V6 t | P    | Christian Lundgaard | 2         | 0         | 0             | 0                 | 0       | 23.                   | 0    | 10.               | 23   |
| 2020 | DallaraF2 2018 | Mecachrome V634T V6 t | P    | Roy Nissany         | 24        | 0         | 0             | 2                 | 0       | 19.                   | 5    | 11.               | 6    |
| 2020 | DallaraF2 2018 | Mecachrome V634T V6 t | P    | Szató Marino        | 24        | 0         | 0             | 0                 | 0       | 22.                   | 1    | 11.               | 6    |
| 2021 | DallaraF2 2018 | Mecachrome V634T V6 t | P    | Bent Viscaal        | 23        | 0         | 0             | 0                 | 2       | 14.                   | 34   | 9.                | 35   |
| 2021 | DallaraF2 2018 | Mecachrome V634T V6 t | P    | Szató Marino        | 23        | 0         | 0             | 0                 | 0       | 21.                   | 1    | 9.                | 35   |
| 2022 | DallaraF2 2018 | Mecachrome V634T V6 t | P    | Richard Verschoor   | 28        | 1         | 0             | 3                 | 4       | 12.                   | 103  | 9.                | 108  |
| 2022 | DallaraF2 2018 | Mecachrome V634T V6 t | P    | Calan Williams      | 26        | 0         | 0             | 0                 | 0       | 23.                   | 5    | 9.                | 108  |
| 2022 | DallaraF2 2018 | Mecachrome V634T V6 t | P    | Zane Maloney        | 2         | 0         | 0             | 0                 | 0       | 26.                   | 0    | 9.                | 108  |
| 2023 | DallaraF2 2018 | Mecachrome V634T V6 t | P    | Roman Staněk        |           |           |               |                   |         |                       | 0*   | –*                | –*   |
| 2023 | DallaraF2 2018 | Mecachrome V634T V6 t | P    | Clément Novalak     |           |           |               |                   |         |                       | 0*   | –*                | –*   |

### Formula–3
| Év   | Kasztni         | Motor              | Gumi | Pilóták            | Versenyek | Győzelmek | Pole-pozíciók | Leggyorsabb körök | Dobogók | Helyezés (Versenyzők) | Pont  | Helyezés (Csapat) | Pont  |
| ---- | --------------- | ------------------ | ---- | ------------------ | --------- | --------- | ------------- | ----------------- | ------- | --------------------- | ----- | ----------------- | ----- |
| 2019 | Dallara F3 2019 | Mecachrome V634 V6 | P    | Devlin DeFrancesco | 16        | 0         | 0             | 0                 | 0       | 25.                   | 0     | 4.                | 134   |
| 2019 | Dallara F3 2019 | Mecachrome V634 V6 | P    | Pedro Piquet       | 16        | 1         | 0             | 1                 | 3       | 5.                    | 98    | 4.                | 134   |
| 2019 | Dallara F3 2019 | Mecachrome V634 V6 | P    | Niko Kari          | 16        | 0         | 0             | 0                 | 2       | 12.                   | 36    | 4.                | 134   |
| 2020 | Dallara F3 2019 | Mecachrome V634 V6 | P    | Lirim Zendeli      | 18        | 1         | 2             | 1                 | 3       | 8.                    | 104   | 2.                | 261.5 |
| 2020 | Dallara F3 2019 | Mecachrome V634 V6 | P    | David Beckmann     | 18        | 2         | 0             | 0                 | 6       | 6.                    | 139.5 | 2.                | 261.5 |
| 2020 | Dallara F3 2019 | Mecachrome V634 V6 | P    | Olli Caldwell      | 18        | 0         | 0             | 0                 | 0       | 16.                   | 18    | 2.                | 261.5 |
| 2021 | Dallara F3 2019 | Mecachrome V634 V6 | P    | Jack Doohan        | 20        | 4         | 2             | 1                 | 7       | 2.                    | 179   | 1.                | 381   |
| 2021 | Dallara F3 2019 | Mecachrome V634 V6 | P    | Clément Novalak    | 20        | 0         | 0             | 2                 | 4       | 3.                    | 147   | 1.                | 381   |
| 2021 | Dallara F3 2019 | Mecachrome V634 V6 | P    | David Schumacher   | 20        | 1         | 0             | 0                 | 2       | 11.                   | 55    | 1.                | 381   |
| 2022 | Dallara F3 2019 | Mecachrome V634 V6 | P    | Jonny Edgar        | 14        | 0         | 0             | 2                 | 0       | 12.                   | 46    | 2.                | 301   |
| 2022 | Dallara F3 2019 | Mecachrome V634 V6 | P    | Oliver Rasmussen   | 4         | 0         | 0             | 0                 | 0       | 22.                   | 4     | 2.                | 301   |
| 2022 | Dallara F3 2019 | Mecachrome V634 V6 | P    | Roman Staněk       | 18        | 1         | 1             | 2                 | 4       | 5.                    | 117   | 2.                | 301   |
| 2022 | Dallara F3 2019 | Mecachrome V634 V6 | P    | Zane Maloney       | 18        | 3         | 2             | 3                 | 4       | 2.                    | 134   | 2.                | 301   |
| 2023 | Dallara F3 2019 | Mecachrome V634 V6 | P    | Leonardo Fornaroli |           |           |               |                   |         |                       | 0*    | –*                | –*    |
| 2023 | Dallara F3 2019 | Mecachrome V634 V6 | P    | Gabriel Bortoleto  |           |           |               |                   |         |                       | 0*    | –*                | –*    |
| 2023 | Dallara F3 2019 | Mecachrome V634 V6 | P    | Oliver Goethe      |           |           |               |                   |         |                       | 0*    | –*                | –*    |

### Makaói Nagydíj
| Év   | Kasztni                    | Pilóták         | Leggyorsabb körök | Időmérő | Kvalifikációs futam | Főfutam |
| ---- | -------------------------- | --------------- | ----------------- | ------- | ------------------- | ------- |
| 2019 | Dallara F3 2019-Mecachrome | Alessio Lorandi | 0                 | 14.     | 7.                  | 5.      |
| 2019 | Dallara F3 2019-Mecachrome | David Beckmann  | 0                 | 19.     | 9.                  | 9.      |
| 2019 | Dallara F3 2019-Mecachrome | Olli Caldwell   | 0                 | 17.     | 23.                 | 29.     |

### Formula Regionális Európa-bajnokság
| Év   | Kasztni      | Motor           | Gumi | Pilóták            | Versenyek | Győzelmek | Pole-pozíciók | Leggyorsabb körök | Dobogók | Pont | Helyezés (Versenyzők) | Helyezés (Csapat) | Pont |
| ---- | ------------ | --------------- | ---- | ------------------ | --------- | --------- | ------------- | ----------------- | ------- | ---- | --------------------- | ----------------- | ---- |
| 2022 | Tatuus TR318 | Renault MR18 FR | P    | Leonardo Fornaroli | 20        | 0         | 0             | 0                 | 0       | 83   | 8.                    | 5.                | 136  |
| 2022 | Tatuus TR318 | Renault MR18 FR | P    | Tim Tramnitz       | 20        | 0         | 0             | 0                 | 0       | 36   | 15.                   | 5.                | 136  |
| 2022 | Tatuus TR318 | Renault MR18 FR | P    | Roman Bilinski     | 20        | 0         | 0             | 0                 | 1       | 17   | 18.                   | 5.                | 136  |
| 2023 | Tatuus TR318 | Renault MR18 FR | P    | Roman Bilinski     |           |           |               |                   |         | 0*   | –*                    | –*                | –*   |
| 2023 | Tatuus TR318 | Renault MR18 FR | P    | Nikhil Bohra       |           |           |               |                   |         | 0*   | –*                    | –*                | –*   |
| 2023 | Tatuus TR318 | Renault MR18 FR | P    | Owen Tangavelou    |           |           |               |                   |         | 0*   | –*                    | –*                | –*   |